# William Peverel
William Peverel (en latin Gulielmus Piperellus), mort le 28 janvier 1114, est un chevalier normand qui a reçu des terres en Angleterre à la suite de la conquête normande.

## Biographie
Peu d'éléments sont parvenus sur ses origines. De sa famille immédiate, seul le nom d'un frère, Robert, est connu.
Le nom Peverel est une variante anglo-normande du nom de famille issu de l'ancien français Pevrel, Peuvrel, diminutif en -el de Pevrier, Peuvrier signifiant « vendeur de poivre, d'épices »,. C'est pourquoi il est correctement traduit Piperellus en latin médiéval, sur piper « poivre », suivi du suffixe -ellus, devenu -el en français, très répandu dans les patronymes français du nord, mais généralement devenu -eau dans le centre et dans l'ouest. Il a développé un svarabhakti en anglo-normand qui consiste dans ce cas à interposer un -e- entre le v et le r. Cette particularité phonétique est régulièrement observée en anglo-normand par exemple : D'Évreux > Devereux ; Français ouvrit vs AN overi ; français œuvre vs AN o(e)vere, etc.
William Peverel est l'un des favoris de Guillaume le Conquérant. Il est grandement honoré après la conquête normande et reçoit du roi en récompense plus d'une centaine de manoirs dans le centre de l'Angleterre. En 1086, le Domesday Book enregistre que Guillaume détient un nombre important de 162 manoirs, formant collectivement l'Honour of Peverel, dans le Nottinghamshire et le Derbyshire dont le château de Nottingham. Il a également construit le château de Peveril à Castleton dans le Derbyshire.
Il est considéré comme le premier shérif du Nottinghamshire, du Derbyshire et des forêts royales.
Guillaume épouse Adeline, qui lui donne quatre enfants : deux fils nommés William, l'un mourant sans enfant, l'autre souvent appelé William Peverel le Jeune, et deux filles, Maud et Adeliza. Cette dernière sera l'épouse de Richard de Reviers.